# Радиобиологические эффекты
Радиобиологические эффекты — функциональные и морфологические изменения, развивающиеся в организме в результате воздействия на него излучения. Биологические эффекты ионизирующих излучений различны, и зависят от вида и интенсивности облучения. Биологические эффекты различных излучений изучаются радиобиологией.
По критерию механизмов формирования эффекты излучения делят на мишенные и немишенные.
Мишенные радиобиологические эффекты состоят из двух групп — детерминированные и стохастические. По новой терминологии МКРЗ, вместо термина «детерминированные эффекты» используется наименование «тканевые реакции».
Помимо повреждающего действия, которое само по себе используется при лечении различных заболеваний, прежде всего злокачественных опухолей, существует стимулирующий эффект естественного (природного) фона и малых доз. Последние не только не оказывают отрицательного влияния на здоровье человека, но и способствуют его укреплению.
Ионизирующие излучения являются неотъемлемой частью окружающей человека внешней среды. Живые организмы Земли адаптированы к действию радиации и для нормальной жизнедеятельности им необходимо постоянное облучение в малых дозах.

## Классификация
Биологические эффекты ионизирующего излучения:
I. Эффект естественного радиационного фона.
II. Эффект малых доз (радиационный гормезис)
III. Эффект больших доз
1. Лучевая болезнь (при тотальном или субтотальном облучении)
2. Эффект больших доз при локальном облучении (в частности, при радиотерапии различных заболеваний).

Эффект больших доз сопровождается радиогенным повреждением различных органов и тканей. Поражения одних органов более тяжёлые, других — выражены в меньшей степени. Облучение организма не сопровождается какими-либо ощущениями. Радиочувствительность (радиосенсити́вность) тканей определяется законом Бергонье́—Трибондо́: она прямо пропорциональна пролиферативной активности клеток и обратно пропорциональна степени их дифференцировки.
Кроме того, эффекты больших доз подразделяют на ранние и поздние. К ранним эффектам относятся гибель людей вследствие острой лучевой болезни (например, 28 погибших из 134 заболевших при аварии на Чернобыльской АЭС), разрушение тканей при локальном облучении, к поздним эффектам — развитие онкологических и наследственных заболеваний. Максимальная частота так называемых дополнительных (избыточных) смертей от индуцированных облучением лейкемий приходится на 3—5-й годы после воздействия большой дозы радиации, а радиогенных со́лидных опухолей — на 9—11-й годы после воздействия.
Для объяснения влияния ионизирующей радиации на живые организмы до настоящего времени используется линейная беспороговая концепция. Эта гипотеза предполагает, что любая сколь угодно малая доза опасна для здоровья. Однако эффекты естественного фона и малых доз не укладываются в рамки положений линейной беспороговой концепции.

### Синдром дефицита облучения
Природный фон радиации оказывает значительное влияние на живые организмы. Эксперименты, проведённые с лабораторными животными, растениями и микроорганизмами, длительное время находившимися в условиях пониженного в несколько раз радиационного фона, показали тесную связь процессов жизнедеятельности и влияющего на них ионизирующего излучения. При этом замедлялся рост животных, они теряли в весе, становились менее активными и менее сообразительными. Отмечались признаки анемии и выраженного иммунодефицита, который сопровождался развитием инфекционных процессов и злокачественных опухолей. Морфологически в их тканях обнаруживались атрофические изменения, аналогичные ускоренному старению. Продолжительность жизни сокращалась.
Комплекс подобных признаков получил название синдрома дефицита облучения. В его основе лежит угнетение процессов клеточной пролиферации. Радиационный фон, таким образом, является стимулятором деления клеток, и, следовательно, процессов роста, обновления и восстановления тканей, одним из механизмов поддержания структурного гомеостаза.

## Стохастические эффекты
Стохастические эффекты — это вредные биологические эффекты излучения, не имеющие дозового порога возникновения, вероятность возникновения которых пропорциональна дозе и для которых тяжесть проявления не зависит от дозы. С увеличением дозы повышается не тяжесть этих эффектов, а вероятность (риск) их появления.
В соответствии с общепринятой консервативной радиобиологической гипотезой, любой сколь угодно малый уровень облучения обусловливает определённый риск возникновения стохастических эффектов. Они делятся на соматико-стохастические (лейкозы и опухоли различной локализации), генетические (доминантные и рецессивные генные мутации и хромосомные аберрации) и тератогенные эффекты (умственная отсталость, другие уродства развития; возможен риск возникновения рака и генетических эффектов облучения плода).
Классификация биологических и медицинских эффектов радиации имеет исключения.
Реализация РБ-эффектов протекает в несколько этапов.

## Детерминированные эффекты (тканевые реакции)
Детерминированные эффекты — это неизбежные, клинически выявляемые вредные биологические эффекты, возникающие при облучении, в основном, большими дозами, в отношении которых предполагается существование порога, ниже которого эффект отсутствует, а выше — тяжесть эффекта зависит от дозы.
Они возникают когда число клеток, погибших в результате облучения, потерявших способность воспроизводства или нормального функционирования, достигает критического значения, при котором заметно нарушаются функции пораженных органов.
Детерминированные эффекты подразделяются на ближайшие последствия (острая, подострая и хроническая лучевая болезнь; локальные лучевые повреждения: лучевые ожоги кожи, лучевая катаракта и стерилизация) и отдалённые последствия (радиосклеротические процессы, радиоканцерогенез, радиокатарактогенез и прочие).
Хроническое облучение слабее действует на живой организм по сравнению с однократным облучением в той же дозе, что связано с постоянно идущими в организме процессами восстановления повреждений.
Порогом возникновения детерминированных эффектов для людей считаются разовые дозы примерно в 0,25 Зв. Величина порога не является строгой. Она зависит от индивидуальных особенностей облучаемого организма и различных сопутствующих факторов.

##### Сочетанные лучевые поражения
Сочетанными называют совместное воздействие внешнего γ-облучения и радионуклидов, попадающих на кожу или внутрь организма. Основными путями проникновения радиоактивных изотопов внутрь организма являются органы дыхания и пищеварения, а также раневые и ожоговые поверхности.
При острой лучевой болезни, вызванной сочетанными поражениями, более выражены воспалительные изменения покровных тканей, на которые попадают радионуклиды, менее продолжителен латентный период и существенное удлинение периода выздоровления, развивается более выраженное угнетение кроветворения. Кроме того, инкорпорированные радионуклиды проявляют тропность к определённым органам: почкам (уран), щитовидной железе (йод), костям (стронций, иттрий, цирконий), печени (церий, лантан). Остеотропные элементы приводят к лучевому некрозу кости, развитию злокачественных опухолей, особенно остеосарком и лейкемий. Во внутренних органах с депонированными радионуклидами постепенно нарастают фибропластические изменения и атрофия паренхимы с последующим развитием функциональной недостаточности поражённого органа.

##### Комбинированные лучевые поражения
Комбинированными называют поражения, вызванные облучением и травмой (механическое воздействие, ожоги, огнестрельное ранение). При этом травматическое и лучевое поражения отягощают друг друга («синдром взаимного отягощения»).
В течение болезни выделяют четыре периода:
- Острый период (период первичной реакции на лучевое и нелучевое поражение). Доминируют признаки травмы: травматический или ожоговый шок, кровотечение. Клиника травмы маскирует симптомы облучения, поэтому важное диагностическое значение имеет исследование периферической крови — абсолютная лимфоцитопения указывает на лучевое воздействие.
- Период превалирования нелучевых симптомов поражения. Латентные проявления лучевых эффектов укорочены. При облучении в дозе более 6 Гр лучевые симптомы доминируют в картине болезни.
- Период преимущественно лучевых симптомов поражения. Состояние больных резко ухудшается, быстро развиваются лучевые осложнения, особенно геморрагический синдром. Активизируется и нередко генерализуется раневая инфекция. Прогрессирует гипопластическая анемия, развивается агранулоцитоз.
- Период восстановления характеризуется медленным заживлением ран и ожоговых поверхностей.

##### Нейтронные поражения
Острая лучевая болезнь, вызванная нейтронным облучением, в целом проявляется также, как и вследствие воздействия γ-лучей, тем более, что в патогенезе нейтронного поражения велика роль вторичного γ-излучения. Однако нейтронное облучение характеризуется значительной неравномерностью. В картине заболевания более выражены поражения желудка и кишечника, в то же время они не всегда являются неблагоприятным признаком прогноза. В тяжёлых случаях наблюдается геморрагическая инфильтрация стенки кишки, ткани брыжейки и мезентериальных лимфатических узлов, развивается эксикоз.
Выраженность первичной реакции обычно не соответствует тяжести поражения: тяжёлые первичные поражения, включая изменения кожи и слизистых оболочек, наблюдаются в относительно благоприятных случаях. Латентный период обычно короче, чем при типичной острой лучевой болезни. Раньше развивается агранулоцитоз и признаки разгара заболевания, включая инфекционные осложнения. В неосложнённых случаях восстановление костного мозга происходит быстро вследствие неравномерности облучения тела нейтронами, поэтому в одних костях развивается выраженное поражение костного мозга, в других оно минимальное. Инфекционные осложнения являются одной из основных причин смерти при нейтронном облучении, но в отличие от типичной острой лучевой болезни они развиваются в основном на фоне тяжёлых местных поражений кожи и слизистых оболочек.